# Huérfanas
Huérfanas (em português Órfãs) é uma telenovela mexicana produzida por Fernando Sariñana e exibida pela Azteca entre 29 de agosto de 2011 e 24 de fevereiro de 2012.
Foi protagonizada por Ana Belena, Fernando Alonso, Carla Carrillo e Lucía Leyba com antagonização de Mariana Torres, Anna Ciocchetti, Ariel López Padilla e Mayra Sierra.

## Sinopse
Órfãs conta a história de três milhões de meninas que , após a morte de seus pais, são despojados de todos os seus bens e são forçados a tomar um caminho tortuoso que você vai achar que o melhor legado que temos é o seu espírito de luta e sua ambição pela verdade.
Aralia (Ana Belena) , Melina (Carla Carrillo) e Diana (Lucia Leyba) Montemayor irmãs aristocráticas , são ainda muito jovem e inexperiente para lidar com a tragédia que os rodeia , pois seus pais trouxeram -se a viver em um mundo muito diferente agora eles enfrentam . A traição , intriga e desprezo são conceitos que não estavam em suas vidas diárias , e agora suportados pelo seu nana Santina ( Gabriela Roel ) têm de aprender a lidar com eles para sobreviver em sua nova realidade .
Orfãs é a história de dois jovens que se apaixonam apesar de ter nascido na oposição e, aparentemente mundos irreconciliáveis . É o caso de amor tempestuoso entre Aralia e Rodrigo (Fernando Alonso ), que terá que superar obstáculos difíceis e revelar segredos dolorosos para viver o amor que o destino tinha reservado para eles

## Elenco
| Ator/Atriz               | Personagem                       |
| ------------------------ | -------------------------------- |
| Ana Belena               | Aralia Montemayor Allende        |
| Fernando Alonso          | Rodrigo Álvarez                  |
| Mariana Torres           | María Del Pilar Sáenz "Maripili" |
| Anna Ciocchetti          | Lourdes de la Peña               |
| Ariel López Padilla      | César Dávola                     |
| Carla Carrillo           | Melina Montemayor Allende        |
| Lucía Leyba              | Diana Montemayor Allende         |
| Francisco Angelini       | Fabrizio de la Peña              |
| Gabriela Roel            | Santina Álvarez                  |
| Mayra Sierra             | Yezmín Carvájal                  |
| Eugenio Montessoro       | Antonio de la Peña               |
| Hugo Catalan             | Jonathan                         |
| Juan Pablo Campa         | Joaquín Bela                     |
| Antonio Gaona            | Tomás Chávez                     |
| Cristian Paz             | Santiago Sáenz                   |
| Julia Calzada            | Demetría Pérez "Corina"          |
| Tamara Guzman            | Jacinta                          |
| Maria Elena Olivares     | 'Doña Chonita'                   |
| Pedro Mira               | Diego Sáenz                      |
| Marcela Ruíz Esparza     | Viviana Aguilar                  |
| Keyla Wood               | Aurora de la Cruz                |
| Melina Robert            | Wanda Chávez                     |
| Rodrigo Cachero          | Bradley Smith                    |
| Irma Infante             | Brigida                          |
| Saul Hernandez           | Emiliano Aguilar                 |
| Eligio Meléndez          | Jeronimo                         |
| Cesar Panini             | Pablo Razzo                      |
| Armando Pascual          | Jose Carlos                      |
| Luis Cárdenas            | Alváro Gutiérrez                 |
| Roberto Leyra            | Saúl                             |
| Mayte Gil                | Reportera                        |
| Maria de la Luz Cendejas | Romina                           |
| Cynthia Rodríguez        | Cynthia                          |
| Renée Varsi              | Yoli                             |
| Fernando Ciangherotti    | Ismael Montemayor                |
| Verónica Merchant        | Ana Julia Allende de Montemayor  |